# NGC 1264
NGC 1264 eine lichtschwache Balken-Spiralgalaxie vom Hubble-Typ SBab im Sternbild Perseus am Nordsternhimmel. Sie ist schätzungsweise 153 Millionen Lichtjahre von der Milchstraße entfernt und hat einen Durchmesser von etwa 45.000 Lichtjahren.
Im selben Himmelsareal befinden sich u. a. die Galaxien NGC 1259, NGC 1260, NGC 1267, NGC 1268.
Das Objekt wurde am 19. Oktober 1884 vom französischen Astronomen Guillaume Bigourdan entdeckt.